# Ваги (язык)
Ваги (также центральный ваги, вахги) — один из трансновогвинейских языков, распространённый в регионе Уэстерн-Хайлендс. На языке ваги есть учебники и две брошюры: «Мухи — наши враги» (тираж 41 экз.) и «Выращивайте хороший кофе» (300 экз.). У ваги есть несколько диалектов: камбия, кунджип, куп-миндж (кумай), мид-ваги, пукамигл-андегабу. Письменность ваги — латиница. Код ваги в ISO 639-3 — wgi.

## Фонология
Три источника, SIL, Phoible.org и книга «Фонология и морфология языка ваги» описывают фонологию ваги по-разному.

### Фонология ваги (согласно Phoible.org)
Список согласных ваги: m, p, n̪, ɬ̪, t̪s̪, n̪d̪z̪, k, ŋ, j, nd, ŋɡ, mb, w, ʟ̥͓.

Список гласных ваги: i, ɪ, a, u, ɔ, e̞.

### Фонология ваги (согласно SIL)
|                       |                       | Губно-губные | Зубные | Альвеолярные | Дорсальные | Дорсальные |
| --------------------- | --------------------- | ------------ | ------ | ------------ | ---------- | ---------- |
| палатальные           | велярные              | Губно-губные | Зубные | Альвеолярные |            |            |
| Взрывные              | глухие                | p            |        | t            |            | k          |
| Взрывные              | Преназализованные     | mb           |        | nd           |            | ŋg         |
| Спиранты              | глухие                |              |        | s            |            |            |
| Спиранты              | звонкие               |              |        | z            |            |            |
| Носовые               | Носовые               | m            | n̪      |              |            | ŋ          |
| Боковые аппроксиманты | Боковые аппроксиманты |              | l̪      | l            |            | ʟ          |
| Аппроксиманты         | Аппроксиманты         |              |        |              | j          |            |

|         | Передние | Средние | Задние |
| ------- | -------- | ------- | ------ |
| Высокие | i ɪ      |         | ʊ u    |
| Низкие  | ɛ        | ɑ       |        |

### Фонология ваги (согласно «Фонологии и морфологии языка ваги»)
Как и в других языках чимбу-ваги, в ваги есть несколько необычных боковых согласных: ɬ̪, ɮ̪, ɬ, ʟ̝̊, k͡ʟ̝̊, ʟ̝.
В северном ваги, как и в других родственных центральному ваги языках велярный боковой согласный соответствует альвеолярному боковому флэпу.